# Palais Valentini
Le palais Valentini (ou Palazzo Imperiali) est un palais du XVIe siècle situé dans le centre de Rome, près de la Piazza Venezia. Depuis 1873, il est le siège de l’administration, autrefois de la Province de Rome, et depuis le 1er janvier 2015, de la Ville métropolitaine de Rome Capitale. 

## Description
La structure actuelle du Palazzo se caractérise par son grand portail, flanqué de trois fenêtres de chaque côté, avec des huisseries et des linteaux et deux colonnes en travertin. Au dessus se trouve une grande balustrade. La cour est un portique en deux ordres et avec cinq arcades sur les côtés courts et neuf sur les côtés longs, divisées par des pilastres doriques et riches en statues anciennes. 
Les trésors d'art du palazzo comprennent la statue d'Ulysse d'Ugo Attardi, ainsi que des œuvres représentant Enée et Anchis et Europe, créées par Sandro Chia à l'occasion du 135e anniversaire de l'administration provinciale de Rome. 
Après une grande restauration et des fouilles sous le Palais, il est maintenant ouvert au public. Un petit complexe aquatique du IIe siècle a été découvert sept mètres sous le niveau de la rue, sous le sous-sol du bâtiment.